# دوروتی دور لیتل
 دوروتی دور لیتل (انگلیسی: Dorothy Round Little؛ زاده ۱۳ ژوئیهٔ ۱۹۰۸ درگذشته ۱۲ نوامبر ۱۹۸۲) یک تنیس‌باز اهل بریتانیا بود.